# Мелани Мур
Мелани Мур (англ. Melanie Moore, род. 1 марта 1962, Талса) — бывшая американская порноактриса, танцовщица стриптиза и эротическая фотомодель. В 1990-х снялась в более чем 350 фильмах. Лауреат премии AVN Awards в номинации «Лучшая женская роль второго плана — видео» 1993 года.

## Биография
Мелани родилась 1 марта 1962 года в Оклахоме. Её отец служил в армии США, поэтому семья постоянно переезжала из одного штата в другой — жили в Миссури, Техасе и Арканзасе; других подробностей биографии до 1990 года известно мало.
В возрасте 28 лет, в 1990 году, дебютирует в порноиндустрии. Снималась для таких студий, как Zane Entertainment Group, Las Vegas, VCA Pictures, Heatwave, Rosebud, Western Visuals, Wicked Pictures, Metro, Prestige, Vivid, Exquisite, Evil Angel, Elegant Angel, Sin City и другие.
В 1993 году получила AVN Awards в номинации «Лучшая актриса второго плана» за фильм The Party. В следующем, 1994 году, была номинирована в трёх категориях: «Лучшая актриса» за If These Walls Could Talk 1 & 2, «Лучшая парная сцена» за Whispered Lies и «Лучшая групповая лесбийская сцена» за Seven Good Women.
Ушла из индустрии в 1999 году, снявшись в общей сложности в 386 фильмах.
Снималась также в непорнографических фильмах: в 1994 году под именем «Анжела Дэвис» сыграла «Девушку мечты» в триллере режиссёра Джеймса Мерендино Hard Drive. Также в 1998 году сыграла эпизодическую роль в романтической комедии Брюса МакКаллоха Dog Park.

## Награды
| Год  | Церемония  | Результат | Номинация                         | Работа                                  |
| ---- | ---------- | --------- | --------------------------------- | --------------------------------------- |
| 1993 | AVN Awards | Победа    | Лучшая актриса второго плана      | The Party (видео)                       |
| 1994 | AVN Awards | Номинация | Лучшая актриса                    | If These Walls Could Talk 1 & 2 (фильм) |
| 1994 | AVN Awards | Номинация | Лучшая парная сцена               | Whispered Lies (фильм)                  |
| 1994 | AVN Awards | Номинация | Лучшая групповая лесбийская сцена | Seven Good Women (видео)                |

## Избранная фильмография
- Anal Analysis[10],
- Can Her[11],
- Deep Cover[12],
- Euphoria[13],
- Face Sitter 3[14],
- Hot Wired[15],
- Kittens 6[16],
- Maliboobies[17],
- Obsexxed[18],
- Pussy Galore[19],
- Screamer[20],
- Unlike a Virgin[21],
- Wild Thing[22],
- 1990: Sextacy 19: Pussy Whipped Pussies,
- 1991: Deep Cheeks II,
- 1992: The Party,
- 1992: No Man’s Land 5,
- 1993: No Man’s Land 6, 7 & 8,
- 1993: The Girls' Club,
- 1994: Cat Lickers 2,
- 1995: Diamond in the Rough,
- 1997: Pierced Shaved and Anal,
- 1999: Group Therapy 2.